# Енгоян, Роберт Нерсесович
Роберт Нерсесович Енгоян (арм. Ռոբերտ Ենգոյան, 15 июня 1932, Гюмри — 16 ноября 2017 г. Ереван) — депутат парламента Армении.
- 1950—1955 — механический факультет Ереванского политехнического института. Инженер-механик. Лауреат Государственной премии Армянской ССР (1972), награждён Орденом Дружбы Народов (1981), медалью Анания Ширакаци (2000).
- 1962—1965 — заочное отделение аспирантуры экспериментального научно-исследовательского института металлорежущих станков министерства станкостроительной и инструментальной промышленности СССР. Кандидат технических наук.
- 1955—1957 — работал старшим инженером на радиозаводе во Владимире.
- 1957—1960 — начальник отдела на Ереванском заводе гидротурбин.
- 1960—1962 — начальник отдела на заводе фрезерных станков.
- 1962—1975 — директор экспериментального завода «Армстанок».
- 1975—1982 — генеральный директор Ереванского станкостроительного объединения.
- С 1982 — директор Канакерского алюминиевого завода, с 1994 — председатель ЗАО «Каназ».
- 1995—1999 — депутат парламента. Член постоянной комиссии по финансово-кредитным, бюджетным и экономическим вопросам. Член фракции «Республика».
- С 1996 — избран действительным членом инженерной академии Армении, а в 2002 — академиком Международной инженерной академии.
- С 2000 — председатель совета директоров армяно-российского предприятия «Арменал».
- 1999—2003 — депутат парламента. Член постоянной комиссии по внешним сношениям. Беспартийный.